# 332 (szám)
A 332 (római számmal: CCCXXXII) egy természetes szám.

## A szám a matematikában
A tízes számrendszerbeli 332-es a kettes számrendszerben 101001100, a nyolcas számrendszerben 514, a tizenhatos számrendszerben 14C alakban írható fel.
A 332 páros szám, összetett szám, kanonikus alakban a 22 · 831 szorzattal, normálalakban a 3,32 · 102 szorzattal írható fel. Hat osztója van a természetes számok halmazán, ezek növekvő sorrendben: 1, 2, 4, 83, 166 és 332.
A 332 négyzete 110 224, köbe 36 594 368, négyzetgyöke 18,22087, köbgyöke 6,92436, reciproka 0,003012. A 332 egység sugarú kör kerülete 2086,01752 egység, területe 346 278,90865 területegység; a 332 egység sugarú gömb térfogata 153 286 130,2 térfogategység.
A 33232 + 1 értéke prímszám.